# Esteban Ayala Ferrer
Esteban Guillermo Ayala Ferrer (La Habana, 2 de septiembre de 1929 - ibídem, 15 de julio de 1995) fue un pintor cubano. Fue miembro del Grupo Antillano.

## Biografía
Ayala tomó cursos nocturnos en la Escuela del Círculo de Bellas Artes adjunta a la Escuela Nacional de Bellas Artes de San Alejandro, en La Habana.
Entre 1954 y 1957 estudió en el Colegio de Publicidad Profesional, en La Habana
Entre 1956 y 1958 viajó en dos ocasiones a Estados Unidos, donde tomó lecciones de Diseño y Color en el MIT (Instituto Tecnológico de Massachusetts), en Boston.
Entre 1962 y 1966 tomó clases en el Hochschule für Grafik und Buchkunst de Leipzig, Alemania.
En 1983 se desempeñó como alumno asistente del profesor Albert Kapr de la Hochschule für Grafik und Buchkunst en curso de diseño de cubiertas impartido en La Habana.
En 1986 trabajó como diseñador jefe para cubiertas de álbumes en la EGREM (Empresa de Grabaciones y Ediciones Musicales) en La Habana.
En 1992 se convirtió en el director gráfico de PM Records ―de la Fundación Pablo Milanés―.
Desarrolló su trabajo como diseñador gráfico y diseñador ambiental.

### Exhibiciones colectivas
- 1964: Segundo Salón Nacional de Carteles Cubanos, Museo Nacional de Bellas Artes de La Habana
- 1964: Curso Internacional Bach (en Alemania).
- 1975: Book Art Show, en Moscú (Unión Soviética).
- 1979: Mil Carteles Cubanos de Cine. 20 Aniversario de la Cinematografía Cubana; en el Museo Nacional de Bellas Artes de La Habana
- 1983: «Exposición Quinto Aniversario del Grupo Antillano en Homenaje a Wifredo Lam», en La Habana (Cuba).
- 1991: «Olor a Tinta», en Galería Habana, La Habana

### Premios
- 1964: Primer Premio; Poster; Concurso Internacional Bach, en Berlín (Alemania).
- 1965: Diploma de Honor y Medalla de Bronce en el Concurso William Shakespeare celebrado en Leipzig (Alemania).
- 1971: Medalla de Bronce de la Feria Internacional del Libro, en Leipzig (Alemania).
- 1975: Medalla de Oro en el International Book Art Show, en Moscú (Unión Soviética).

### Colecciones
Algunos de sus trabajos se pueden encontrar en las siguientes colecciones permanentes:
- Casa de las Américas, en La Habana (Cuba).
- ICAIC (Instituto Cubano del Arte e Industria Cinematográficos), en La Habana.
- Museo Nacional de Bellas Artes de La Habana (Cuba).